# Captain America: The Winter Soldier
Captain America: The Winter Soldier er en amerikansk superheltfilm fra 2014. Filmen er instrueret af Anthony Russo og Joe Russo, og har Chris Evans i hovedrollen som Steve Rogers/Captain America. Scarlett Johansson, Samuel L. Jackson, Robert Redford, Anthony Mackie, Cobie Smulders, Frank Grillo og Emily VanCamp spiller andre roller.

## Medvirkende
- Chris Evans som Steve Rogers / Captain America
- Sebastian Stan som Bucky Barnes / Winter Soldier
- Scarlett Johansson som Natasha Romanoff / Black Widow
- Anthony Mackie som Sam Wilson / Falcon
- Cobie Smulders som Maria Hill
- Emily VanCamp som Sharon Carter / Agent 13
- Frank Grillo som Brock Rumlow / Crossbones
- Toby Jones som Arnim Zola
- Samuel L. Jackson som Nick Fury
- Maximiliano Hernandez som Jasper Sitwell
- Robert Redford som Alexander Pierce
- Callan Mulvey som Jack Rollins
- Georges St-Pierre som Batroc the Leaper
- Hayley Atwell som Peggy Carter
- Dominic Cooper som Howard Stark
- Garry Shandling som Senator Stern
- Chin Han som World Security Council-medlem
- Alan Dale som World Security Council-medlem
- Bernard White som World Security Council-medlem
- Jenny Agutter som World Security Council-medlem
- Stan Lee som Stan the Man (cameo)